# Stokroossnuitkever

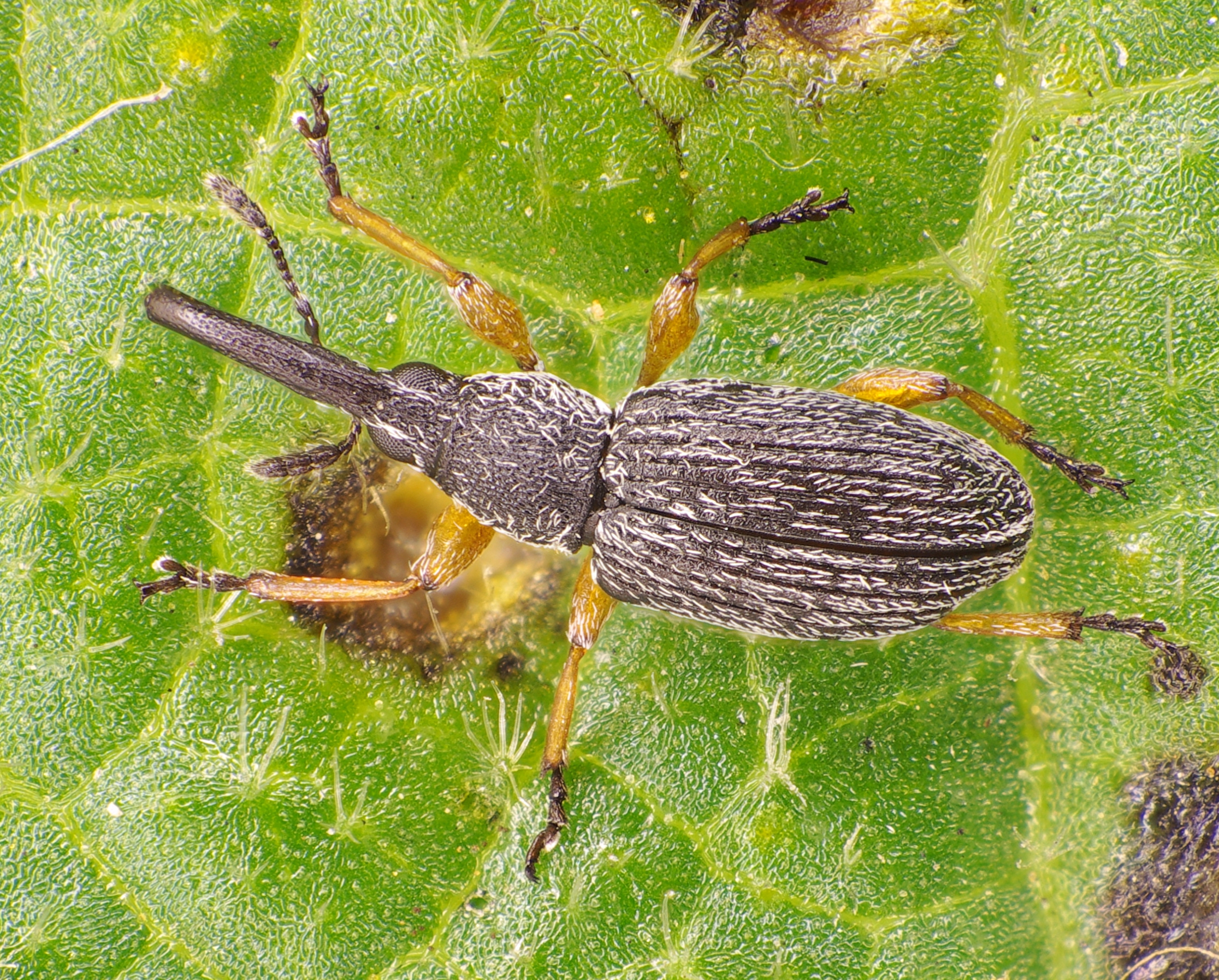
Mannetje

De stokroossnuitkever (Rhopalapion longirostre (Olivier, 1807)) is een kever die behoort tot de familie van de Apionidae. De classificatie volgens Oberprieler et al. (2007) rekent de soort tot de familie van de Brentidae. In vroegere werken heette de soort Apion longirostre. De stokroossnuitkever behoort tot een complexe groep van snuitkevers die algemeen apions worden genoemd.

## Beschrijving
Rhopalapion longirostre wordt 3 tot 4 millimeter lang. Vrouwelijke exemplaren vallen op door hun zeer lange snuit (of rostrum) die bijna dezelfde lengte heeft als het lichaam. De snuit van mannelijke exemplaren is zo lang als de kop en halsschild (pronotum) samen. De 'snuit' is in werkelijkheid een extreme vergroeiing van monddelen. Aan het uiteinde hiervan bevinden zich de kaken waarmee de kever eet en 'eigangen' knaagt. Door de extreme lengte van de snuit, is de soort onmiskenbaar op naam te brengen. De vrouwelijke stokroossnuitkever heeft de langste snuit van alle Midden-Europese Apionidae. Maar ook los van de snuitlengte bij de vrouwtjes is de soort goed te herkennen aan de combinatie van kleurkenmerken. De kever heeft een geheel zwart lichaam dat door de kleur van de beharing echter grijs lijkt te zijn. De poten zijn licht- tot donkerrood gekleurd. De tarsen van de poten (de 'voeten') zijn dan weer zwart.

## Voedsel
Deze soort leeft monofaag op stokroos (Alcea rosea, kaasjeskruidfamilie (Malvaceae)). Volwassen exemplaren eten het zacht weefsel van de zaden, bladeren en bloemen. De kevers laten vraatsporen achter op de plant waarbij het schadebeeld zich uit in zwartomringde gaatjes en plekken. De plant zelf wordt hierdoor niet tot nauwelijks in haar ontwikkeling gestoord. De schade is hoofdzakelijk esthetisch van aard. De larven van de stokroossnuitkever ontwikkelen zich in de zaden. Met hun lange snuit boren de vrouwelijke kevers een gat in de gezwollen bloemknoppen. In deze eigang vindt de eiafzetting plaats. De pas uitgekomen larven banen zich vervolgens een weg naar het ringvormige vruchtbeginsel. De larven boren zich in de zich ontwikkelende vruchten. Het gat in de zaadwand wordt met een secretie afgesloten. De volledige ontwikkeling van de larve duurt vier tot zes weken. Aan het einde van het larvestadium verpopt de larve zich in het zaadomhulsel tot volwassen kever of imago. Overwintering gebeurt zowel in de zaden (poppenkamer) als aan de voet van de planten in de strooisellaag.

## Verspreiding
De stokroossnuitkever komt uit Klein-Azië en uit zuidelijk Eurazië. Hoewel de stokroos al in de 16e eeuw in Europa werd geïmporteerd, is de stokroossnuitkever pas vrij recent buiten zijn oorspronkelijke verspreidingsgebied opgevallen. Als exoot heeft de kever Europa in korte tijd veroverd. De globale handel in sierplanten en -zaden heeft vermoedelijk tot deze snelle en grootschalige verspreiding bijgedragen. In Frankrijk werd de kever voor het eerst in 1983 waargenomen, Nederland volgde in 1993 en pas in 2002 werd de soort in Polen gesignaleerd. Inmiddels komt de kever algemeen voor in tuinen en terreinen met verwilderde stokrozen. In Noord-Amerika heeft de soort zich al veel vroeger weten te vestigen. Uit Canada en de Verenigde Staten dateren de eerste meldingen van Rhopalapion longirostre reeds van het einde van de 19e eeuw. Sindsdien heeft de soort zich snel over het continent weten te verspreiden. Over de verspreiding van de soort in het Midden-Oosten zijn geen datumgegevens bekend.